# 紫色色桿菌
紫色色桿菌（Chromobacterium violaceum）是一種革蘭氏陰性、兼性厭氧及無芽孢的球桿菌。在熱帶及亞熱帶的水中及土壤植物可以找到。它們會生產出紫色桿菌素。它們可以在營養瓊脂中生長，並形成平滑及低突起的菌落，帶有金屬暗紫色的光澤。它們的完整基因組已於2003年被公布。

## 生物化學
紫色色桿菌發酵葡萄糖、海藻糖、N-乙醯葡萄醣胺及葡萄糖酸，但卻不能發酵L-阿拉伯糖、D-半乳糖或D-麥芽糖。

## 醫藥特性
紫色色桿菌很少會感染人類，但若發生感染，則會引起皮膚損傷、敗血症及可以引致死亡的肝膿腫。很多普遍的方法都會錯將類鼻疽伯克氏菌看為紫色色桿菌。這兩類菌的最大分別是類鼻疽伯克氏菌會產生大量的皺曲菌落。
紫色色桿菌會天然生產一些抗生素：
- 氨曲南是一種單環類抗生素，能有效抵抗好氧的革蘭氏陰性菌，如綠膿桿菌。
- 紫色桿菌素能有效抵抗變形蟲及錐蟲。
- Aerocyanidine可以抵抗革蘭氏陽性菌。
- Aerocavin可以抵抗革蘭氏陽性及革蘭氏陰性菌。

## 治療
由於被紫色色桿菌感染的個案很小，故並未有就不同治療的臨床測試。能有效治療紫色色桿菌感染的抗生素有培氟沙星、環丙沙星、阿米卡星及磺胺甲基異惡唑。其他有效的靜脈注射抗生素有氯黴素及四環黴素。理論上，紫色色桿菌感染對青黴素、頭孢菌素或氨曲南沒有反應，不過當中一些碳青黴烯如美羅培南或亞安培南則可能有效。